# Христианско-демократический союз (Украина)
Христиа́нско-демократи́ческий сою́з (укр. Християнсько-Демократичний Союз) — украинская политическая партия. Создана 8 февраля 1997 года под названием Христиа́нско-наро́дный сою́з (ХНС).
На VI внеочередном съезде ХНС (2003) было оформлено присоединение к Христианско-народному союзу представителей нескольких областных организаций других партий христианско-демократической направленности — Христианско-демократической партии Украины (ХДПУ), Украинской христианско-демократической партии (УХДП) и ВОХ (Всеукраинское объединение христиан), которые де-факто прекратили существование. На этом съезде было принято решение о переименовании партии в Христианско-демократический союз.
В настоящее время (март 2014) партия имеет организации в 24 областях Украины, а также в городах Киев, Севастополь и Автономной Республике Крым.
С 1998 года ХДС принимает участие в парламентских и президентских выборах.
С 2002 года ХДС входит в блок «Наша Украина».
С 2007 - один из основателей блока Наша Украина — Народная самооборона
На выборах 2002 года партия впервые завоевала места в Верховной раде.
ХДС — член Интернационала народных и христианско-демократических партий со 2 декабря 2002 года.

## Выборы 2006 года
В парламентских выборах 2006 года ХДС участвовала в составе избирательного блока политических партий «Наша Украина», в который входили:
- Христианско-демократический союз ()
- Конгресс украинских националистов ()
- Народный рух Украины
- Партия промышленников и предпринимателей Украины
- Украинская республиканская партия «Собор» ()
- Народный Союз «Наша Украина»

По списку блока в парламент прошли три представителя ХДС.

## Выборы 2007 года
После решения президента Виктора Ющенко распустить Верховную раду в начале апреля 2007 Христианско-демократический союз фактически покинул блок «Наша Украина», войдя в избирательный блок «Народная самооборона Юрия Луценко» совместно с партией «Вперёд, Украина!» и Гражданским движением «Народная самооборона».
5 июля 2007 этот блок был расширен и получил название «Наша Украина — Народная самооборона».
По итогам выборов блок «Наша Украина — Народная самооборона» занял третье место, получив 14,15 % (72 места в парламенте).
В парламент прошли два представителя ХДС.

## Коллегия партии
- Оксана Билозир
- Давид Жвания
- Владимир Стретович
- Владимир Марущенко
- Катерина Лукьянова
- Олег Новиков
- Сергей Харовский

### Сайты областных организаций
- Киевская областная организация партии ХДС
- Одесская областная организация партии ХДС
- Львовская областная организация партии ХДС
- Николаевская областная организация партии ХДС
- Черновицкая областная организация партии ХДС
- Тернопольская областная организация партии ХДС
- Волынская областная организация партии ХДС (недоступная ссылка)
- Ровенская областная организация партии ХДС